# Saint-Julia
Saint-Julia là một xã ở tỉnh Haute-Garonne vùng Occitanie tây nam nước Pháp. Xã Saint-Julia nằm ở khu vực có độ cao trung bình 293 mét trên mực nước biển.
== Di tích == Town Hall. Nhà thờ. Nội thất của nhà thờ

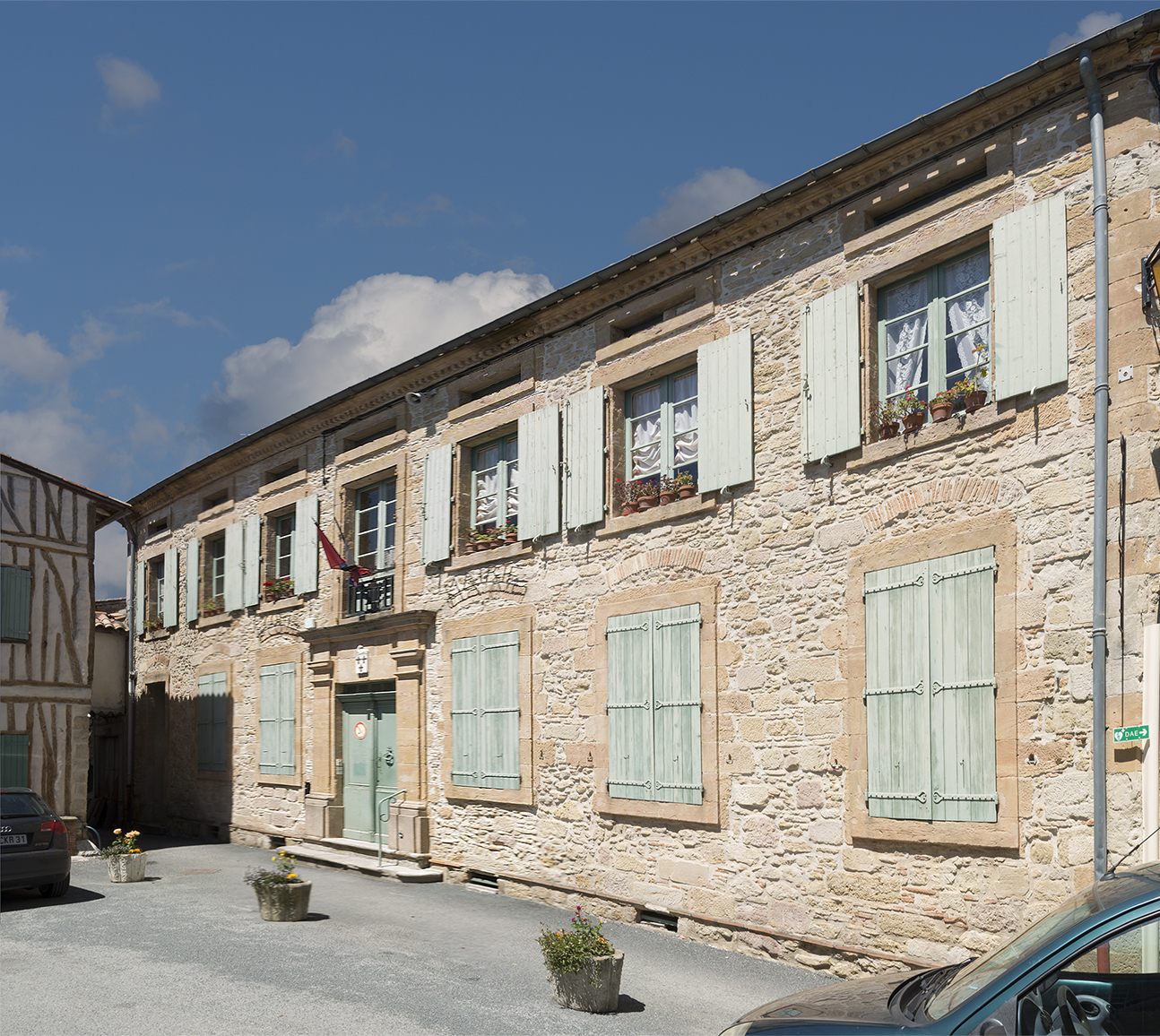
Town Hall.
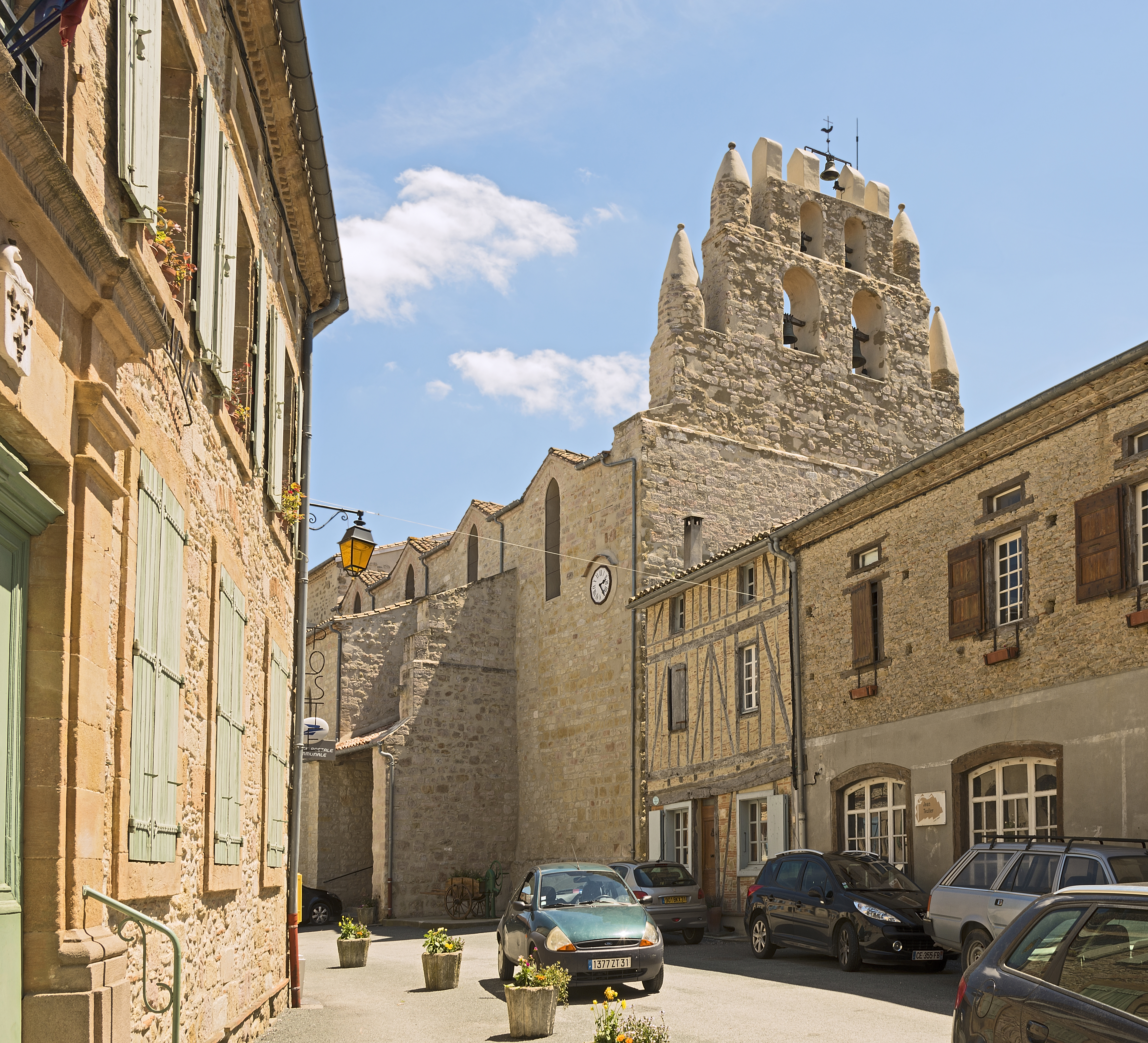
Nhà thờ.
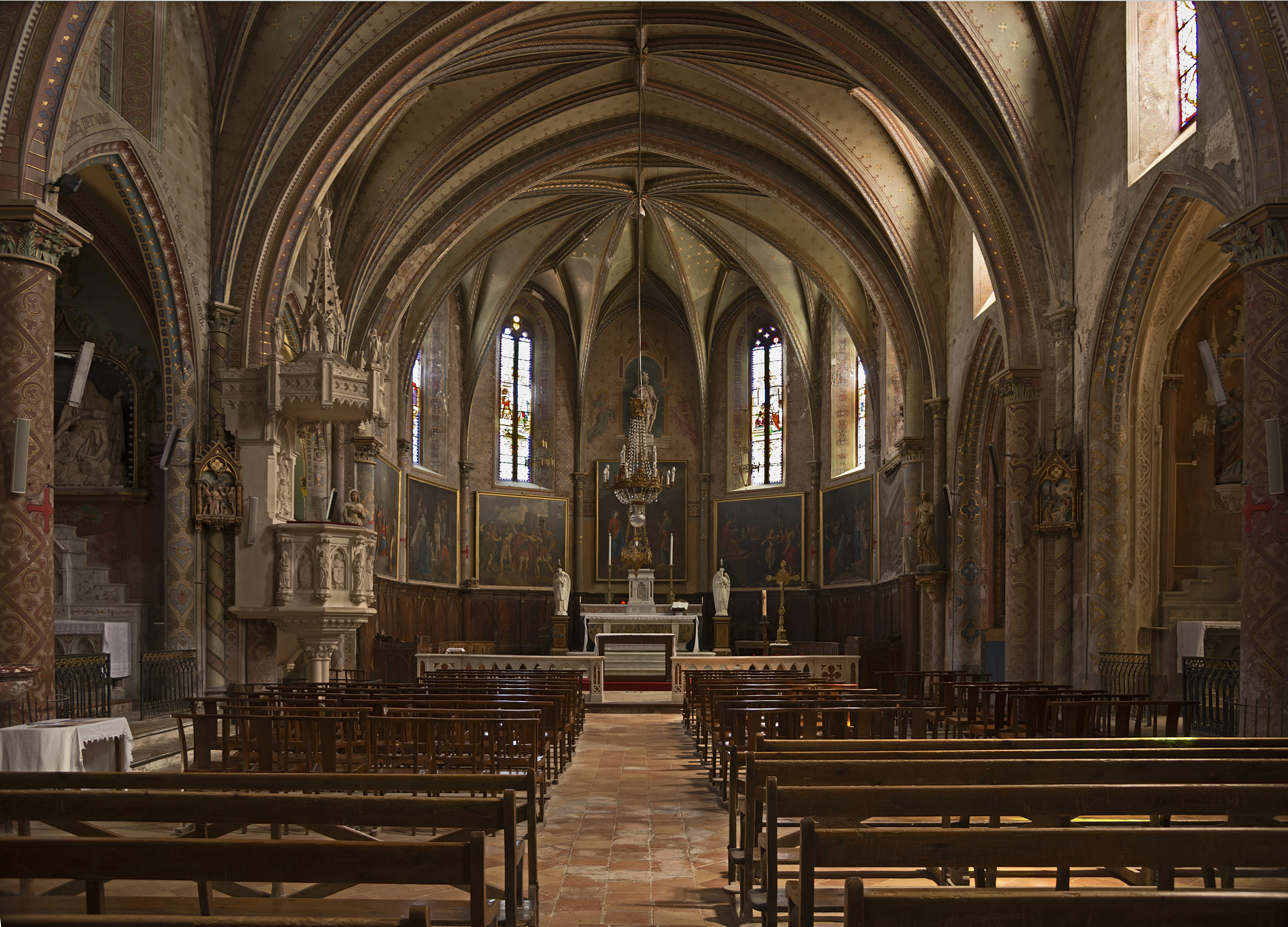
Nội thất của nhà thờ